# Lavochkin La-11
Il Lavochkin La-11 (in alfabeto cirillico Лавочкин Ла-11, nome in codice NATO Fang) era un caccia monomotore ad ala bassa progettato dall'ufficio tecnico OKB 301(in cirillico Опытное конструкторское бюро - Opytno Konstrooktorskoye Byuro) diretto da Semën Alekseevič Lavočkin e sviluppato in Unione Sovietica nella seconda metà degli anni quaranta. Derivato dal precedente La-9 fu l'ultimo caccia sovietico con motore a pistoni ad essere costruito.

## Storia del progetto
La famiglia dei caccia progettati da Semën Alekseevič Lavočkin nel corso della seconda guerra mondiale (Lavochkin Gorbunov Gudkov LaGG-1, LaGG-3, Lavochkin La-5 e Lavochkin La-7) ebbe uno sviluppo verso la fine della guerra (il Lavochkin La-9) e uno postbellico: il Lavockin La-11 che fu l'ultimo caccia con motore a pistoni costruito in Unione Sovietica.

### Dal La-7 al La-11
Derivato direttamente dal La-7, il prototipo del La-120 era provvisto del nuovo motore da 1 900 hp (1 417 kW) Shvetsov ASh-83, mentre per alleggerire la cellula, la costruzione comprendeva molti più componenti in metallo rispetto al La-7, anche se semiali e parte posteriore della fusoliera erano ancora costruite in legno. Il La-120 introduceva semiali monolongherone con profilo laminare. L'armamento era costituito da due cannoni Nudelman-Suranov NS-23.
Dopo i primi voli di prova effettuati nel gennaio 1945, nel successivo mese di luglio, il La-120 raggiunse una velocità di 735 km/h. A causa della mancata produzione in serie del motore, ne furono costruiti solo due esemplari. Il La-120 costituì la prima fase nel processo di sviluppo che condusse dal La-7 al La-9 e al successivo La-11.
Il passo successivo, il La-120R, simile al La-7R, era dotato di un motore a razzo Glushko RD-1KHz installato nella coda, allo scopo modificata. L'armamento consisteva in un cannone Berezin B-20 calibro 20 mm e un Ns-23 da 23 mm.
Portato in volo per la prima volta il 2 luglio 1945, il La-120R raggiunse una velocità di 725 Km/h a 2 150 m di quota. Fu mostrato per la prima volta alla parata aerea di Tušino, restando comunque alla fase di prototipo. Il prototipo La-124, dotato di una diversa unità propulsiva, rimase sui fogli da disegno.
Il La-7 possedeva eccellenti caratteristiche a bassa quota, ma la V-VS aveva necessità di un più moderno velivolo da combattimento che potesse competere con i rivali occidentali nei nuovi scenari post bellici. L'OKB di Lavočkin adottò un profilo laminare ed un'ala completamente metallica, mentre la fusoliera restava ancora in legno, come nel La-120.
Lo stabilizzatore incorporava elementi in metallo, tra i quali alcuni in lega di magnesio elektron. Il motore era un Ash-82FN. Comparato con le varie versioni del La-7, l'abitacolo era estremamente confortevole. Un'altra differenza con il La-120 era l'armamento che ora era composto da quattro cannoni Ns-23 concentrati sulla cappottatura motore, dando a questo aereo una notevole potenza di fuoco. Le prove di volo furono completate il 10 gennaio 1945.

#### La-130
Lo sviluppo di questo prototipo, conosciuto come La-126 fu abbandonato in favore del successivo La-130, nel quale venne adottata una costruzione interamente metallica e che si caratterizzava per una sensibile riduzione del peso a vuoto e per essere più adatto a contrastare condizioni meteorologiche avverse.
Sviluppato parallelamente al La-126, costituì il riferimento tecnologico per il successivo La-9. Costruito nel mese gennaio 1946, completò le prove di volo solo nel giugno successivo con i piloti A.G. Kubyshkin e V.I. Alekseyenko.
Il La-130 fu messo in produzione come La-9 mentre la designazione interna dell'OKB Lavochkin fu tipo 49.
Anche se simile al La-7, il La-9 era un aeroplano completamente nuovo con una costruzione interamente metallica a guscio rispetto alla costruzione in legno del La-7 e a quella mista dei La-120 e La-126. L'armamento era costituito da quattro Ns-23 con 300 colpi per arma montati sulla cappottatura del motore.
Messo in produzione nel 1946, i primi esemplari furono accettati dalla VV-S nel mese di dicembre 1946, mentre trenta esemplari furono spediti nella base di Tyolpy Stan per valutazioni. Il La-9 montava un collimatore ASP-1n (ASP Avtomatichesky Strelkoviy Pritsel, collimatore ottico automatico). Ne furono costruiti 1 559 esemplari; la produzione cessò nel corso del 1948.

#### La-134
Il successivo La-134 costituì il punto di partenza per il La-11 e rappresentò lo sforzo dell'OKB di Lavočkin di creare un caccia di scorta per la VV-S, direttamente derivato dal La-9. Noto anche come La-9M (M per modiftseesirovanniy, modificato) e come tipo 134 nella designazione dell'OKB, il La-134 volò per la prima volta nell'aprile del 1947 pilotato da A.G. Kochetkov. Al termine delle prove di valutazione, il prototipo fu inviato il 19 giugno al "GK NII VV-S" (Gosudarstvenny Krasnoznamyonny NII VVS, Centro Sperimentale di Volo Statale), per le prove di accettazione.
A differenza del La-9, il La-134 installava solo tre cannoni Ns-23 (due sulla cappottatura motore e uno sul lato destro), inoltre il radiatore dell'olio fu spostato dalla posizione originale, sotto la fusoliera, all'interno della cappottatura motore. Anche la capacità del serbatoio dell'olio fu incrementata.
Il secondo prototipo fu reso disponibile per le prove in volo il 24 giugno 1947, con l'autonomia incrementata rispetto al primo prototipo per mantenere il ruolo di caccia di scorta. Il carburante nelle semiali esterne fu portato da 825 a 1 000 litri. La capacità di carburante poteva aumentare ulteriormente con l'uso di serbatoi alle estremità alari da 332 litri. L'aumento di peso a vuoto obbligò i progettisti a rinforzare il carrello d'atterraggio.
Con una autonomia che raggiungeva ora le sette ore, l'abitacolo del pilota fu equipaggiato con seggiolino più confortevoli e dispositivi di scarico per urina. Più pesante del La-9, a pieno carico, era anche meno veloce rispetto a quest'ultimo di 25 km/h a livello del mare e di 6 km/h a 6 200 m.
Le prove terminarono il 24 luglio 1947 dopo circa 71 ore di volo totali accumulate tra i due prototipi; la versione di produzione del La-134 entrò in servizio come La-11 mentre la denominazione interna dell'OKB fu tipo 51. Il La-11 fu messo in produzione nella fabbrica Z.21 della città Gor'kiy ora Nižnij Novgorod.
Ne furono costruiti 47 esemplari nel 1947, 650 nel 1948, 150 nel 1949, 150 nel 1950 e 182 nel 1951. La produzione terminò nel 1951, dopo 1 179 esemplari costruiti. La NATO gli attribui il codice Fang (zanna, in lingua inglese).

## Impiego operativo

### Unione Sovietica
Pur non possedendo prestazioni di molto superiori al La-7, il La-11 offriva comunque con la sua costruzione interamente metallica indubbie doti di robustezza e affidabilità iniziando ad alimentare i reparti di prima linea non solo della VV-S anche dell'Aviazione Navale (AV-F, in cirillico Авиация военно-морского флота) e delle unità di addestramento, in attesa della messa in produzione dei primi caccia a reazione.
Il La-11 si rivelò per la prima volta in occidente il 18 maggio 1949, quando un esemplare pilotato da un tenente della V-VS deciso a disertare in occidente, fu costretto ad un atterraggio di fortuna in Svezia, nei pressi di Tullinge.
Il caccia fu protagonista delle prime schermaglie tra i due blocchi durante la Guerra fredda. L'8 aprile 1950, un La-11 del 30 GvIAP (Gvardeyskiy istrebitel'nyy Aviatsionnyy Polk, Reggimento caccia delle Guardie) abbatté un Consolidated PB4Y-2 Privateer della United States Navy in volo di pattuglia nei pressi della base navale sovietica di Libava, in Lettonia. L'aereo precipitò nel Mar Baltico con la perdita di tutto l'equipaggio. Sempre nel 1950 un Lockheed P2V Neptune della US Navy fu abbattuto nel Mar del Giappone, vicino a Vladivostok, con la morte di un membro dell'equipaggio.
In Unione Sovietica, il La-11 restò in servizio fino ai primi anni cinquanta quando fu sostituito nei reparti operativi dal MiG-15.

### Cina
Dopo la proclamazione della Repubblica Popolare Cinese nel dicembre del 1949, l'URSS firmò il 13 febbraio 1950 un patto di amicizia con la neonata repubblica, alleanza e mutuo soccorso che comprendeva anche una cooperazione militare.
In particolare, l'URSS doveva aiutare la Repubblica Popolare Cinese nella creazione di una moderna forza aerea, utilizzando istruttori e personale tecnico della VV-S stanziato in territorio cinese. Inoltre, piloti sovietici avrebbero assicurato la difesa delle città e degli insediamenti industriali cinesi, fino a quando l'aviazione cinese non fosse stata in grado di provvedere autonomamente.
Fu data priorità alla difesa di Shanghai, uno dei maggiori centri industriali ed economici, direttamente minacciata dalle incursioni dell'aviazione della Cina nazionalista (Zhōnghuá Mínguó Kōngjūn o "RoCAF") nel corso della cosiddetta guerra civile cinese.
Il Gruppo Shanghai, così denominato, fu costituito dalla 106 IAD (Divisione aerea) che completò il dispiegamento in Cina nel marzo 1950 e comprendeva tra l'altro il 351 IAP con quaranta La-11.
I Lavockin iniziarono già dal 7 marzo crociere difensive a protezioni delle aree industriali, aeroporti e ferrovie intorno a Shanghai. Il 13 marzo il tenente anziano Sidorov riuscì ad intercettare ed abbattere un B-25 a 50 km da Xuzhou.
Il giorno seguente, il tenente anziano Dushin intercettò un altro B-25 che cadde in fiamme quattro chilometri da Xuzhou. Dei sette membri dell'equipaggio, sei furono catturati mentre il settimo perì tra le fiamme. Il 17 marzo, diciannove La-11 furono distaccati sull'aeroporto di Jiangwan a nord-est di Shanghai, a difesa della città. Il 20 marzo un paio di La-11 intercettarono due F-51 nazionalisti, ma lo scontro non ebbe esito e gli F-51 si disimpegnarono allontanandosi rapidamente. Il 2 aprile 1950, il capitano Guzhov in volo con il tenente anziano LyFar si aggiudicò l'abbattimento di due F-51.
Ad aprile la difesa di Shanghai fu assicurata dai MiG-15 del 29 GvIAP e nel luglio successivo con la fine ufficiale dei combattimenti, il 351 IAP ebbe il compito addestrare i piloti cinesi all'impiego del La-11.
Il La-11 fu coinvolto nell'incidente del 23 luglio 1954 quando due La-11 cinesi dell'85 "Fighter Regiment" della People's Liberation Army Air Force (PLAAF), intercettarono e abbatterono, per cause rimaste ancora sconosciute, un Douglas C-54 Skymaster (ex-USAAF) VR-HEU della Cathay Pacific nei pressi dell'Isola di Hainan, a est della penisola del Vietnam, con la morte di dieci delle diciotto persone a bordo. Pochi giorni dopo, il 26 luglio 1954, durante le operazioni di ricerca e soccorso dei superstiti, due Douglas A-1 Skyraider decollati dalle portaerei USS Philippine Sea e Hornet abbatterono due La-11 al largo dell'isola di Hainan.
L'ultimo La-11 fu ritirato nel 1966.

### Corea
il La-11 trovò impiego anche nelle fasi iniziali della guerra di Corea, sotto le insegne cinesi e coreane, spesso condotto da piloti sovietici.
Il La-11 fu impiegato principalmente come caccia notturno, per contrastare le incursioni dei Douglas A-26 Invader del "FEAF" (Far East Air Force) Bomber Command statunitense.
Dislocato sulla base di Anshan il 19 giugno 1951, il 351 IAP, rinominato "351 NIAP" (la "N" stava ad indicare "noch'", notturna in cirillico "ночь"), equipaggiato inizialmente con trenta La-11, eseguì le prime missioni d'intercettazione notturne dal settembre del 1951.
Nella notte tra il 12 e il 13 ottobre, al capitano Symko fu accreditato l'abbattimento di un A-26 e di un secondo Invader il giorno 21. Anche i Boeing B-29 Superfortress durante le loro missioni di bombardamento notturne sulla Corea del Nord, furono intercettati dai La-11 del 351 NIAP, e il 28 novembre i capitani Karelin e Golyshevsky rivendicarono il danneggiamento di una Superfortezza.
Delle quindici vittorie accreditate al 351 NIAP prima del suo ritorno in Unione Sovietica il 18 febbraio 1953, cinque furono ottenute con il La-11, tutti B-26, cui si aggiunse il danneggiamento di un B-29 e due ulteriori B-26, con la perdita di due La-11.
Un altro episodio significativo della guerra di Corea che vide protagonista il La-11 avvenne il 30 novembre 1951 quando una formazione di nove Tupolev Tu-2 del 24 Reggimento dell'8 BAD della Zhongguo Renmin Jiefangjun Kongjun in missione di bombardamento contro installazioni militari dell'isola di Taewho-do nell'arcipelago di Pansong, scortati da sedici La-11 del 4 Reggimento della 2 FAD, furono intercettati da trentuno North American F-86 Sabre del 4th FIW guidati dal colonnello Ben Preston. Dei ventiquattro MiG-15 del 3 FAD che dovevano assicurare la copertura in quota, solo quattro riuscirono ad arrivare in tempo sull'area dello scontro. I cinesi persero quattro Tu-2, tre La-11 ed un MiG, quest'ultimo abbattuto dal maggiore George Andrew Davis Jr, comandante del "334th FIS". L' F-86 pilotato dal maggiore Winton Marshall fu seriamente danneggiato da un La-11, mentre un secondo F-86 fu danneggiato da uno dei quattro MiG intervenuti in difesa..

## Utilizzatori
Unione Sovietica
- Voenno-vozdušnye sily

 Cina

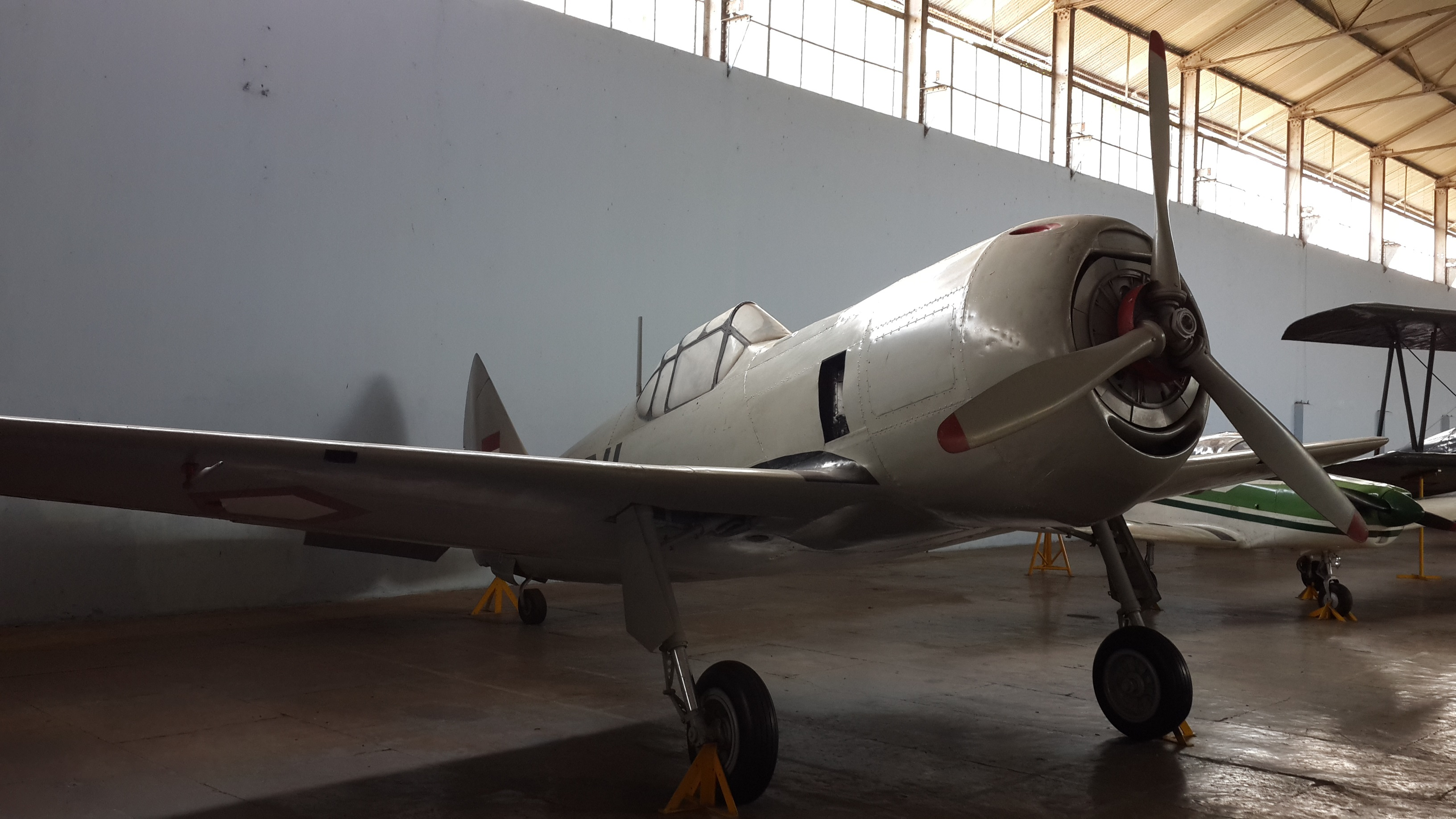
Lavochkin La-11, Tentara Nasional Indonesia Angkatan Udara

- Zhongguo Renmin Jiefangjun Kongjun

 Corea del Nord
- Chosŏn Inmin Kun Konggun

 Indonesia
- Tentara Nasional Indonesia Angkatan Udara

### Annotazioni
1. ↑  La denominazione del "costruttore" risulta scritta in modo diverso da quella del "progettista" poiché nel secondo caso la traslitterazione del cognome è effettuata secondo il sistema "ISO 9", impiegato come standard convenzionale nelle pagine di Wikipedia in lingua italiana.

### Fonti
1. ↑  (EN) Andreas Parsch e Aleksey V. Martynov, Designations of Soviet and Russian Military Aircraft and Missiles, in Designation-Systems.net, http://www.designation-systems.net, 17 aprile 2017. URL consultato il 17 aprile 2017.
2. ↑  moore p.252.
3. ↑  moore p.253.
4. ↑  moore p.255.
5. ↑  moore p.256.
6. 1 2  moore p.257.
7. 1 2 3  krylov p.11.
8. ↑  krylov p.12.
9. ↑  moore p.258.
10. ↑   klylov p.46.
11. ↑   zhang p. 161.
12. ↑   thompson p.32.